# سيباستيان بويغرينيير

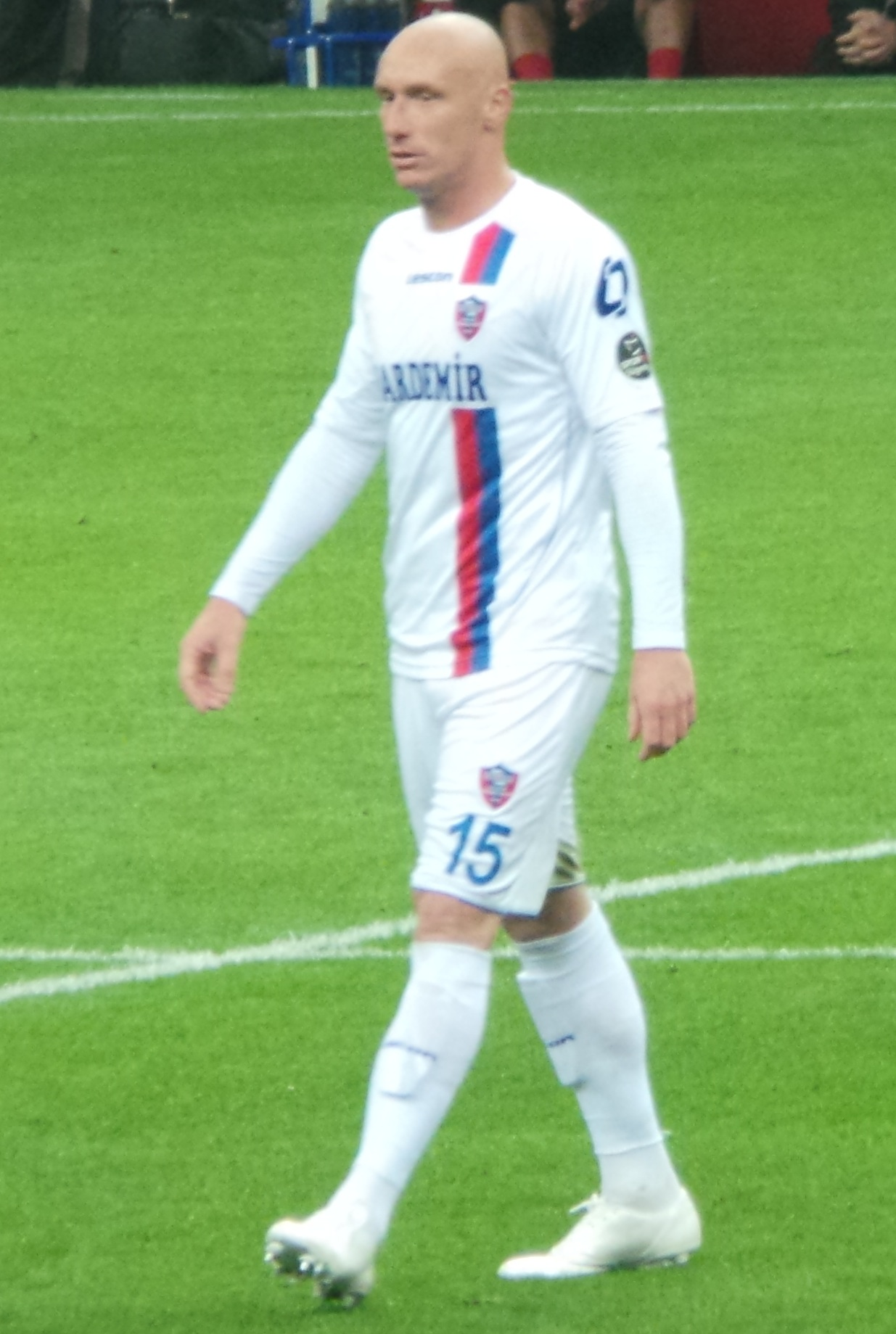

سيباستيان بويغرينيير (بالفرنسية: Sébastien Puygrenier)‏ (مواليد 28 يناير 1982 في ليموج - فرنسا) لاعب كرة قدم فرنسي يلعب حاليا لصالح نادي الدرجة الأولى موناكو الفرنسي منذ 2009 في مركز قلب الدفاع .

## روابط خارجية
- سيباستيان بويغرينيير على موقع الاتحاد الأوربي (الإنجليزية)
- سيباستيان بويغرينيير على موقع اتحاد تركيا (لاعب) (الإنجليزية)
- سيباستيان بويغرينيير على موقع رابطة كرة القدم الفرنسية للمحترفين (الإنجليزية)
- سيباستيان بويغرينيير على موقع قاعدة بيانات كرة القدم.إي يو (الإنجليزية)
- سيباستيان بويغرينيير على موقع ليكيب (الفرنسية)
- سيباستيان بويغرينيير على موقع Soccerbase.com (لاعب) (الإنجليزية)
- سيباستيان بويغرينيير على موقع Soccerway.com (الإنجليزية)
- سيباستيان بويغرينيير على موقع عالم كرة القدم.نت (الإنجليزية)
- سيباستيان بويغرينيير على موقع AS.com (الإسبانية)